# 황성철

황성철(黃晟喆, 1943년 6월 7일~)은 대한민국의 신학자이며 목사이다. 총신대학교에서 실천신학교수를 하였다. 옥한흠 목사 그리고 박영선 목사와 함께 서울 성도교회의 트로이카였다. 설교와 강의에서 열정적이며 신실한 목회자요 섬세한 학자이다.

## 학력
- The Southern Baptist Theological Seminary, Ph.D.
- Southwestern Baptist Theological Seminary, MRE.
- 총신대학교 신학대학원에서 신학 전공
- 중앙대학교 대학원(Chung Ang University, CAU) 헌법학 전공
- 중앙대학교(Chung-Ang University)

## 경력
- 총신대학교 신학대학원에서 실천신학 교수
- 서울 성도교회 대학부 지도
- 렉싱턴 한인장로교회(Lexington Korean Presbyterian Church)
- 샌프란시스코 제일장로교회(The First Korean Presbyterian Church of San Francisco)
- 그린스보로 주님의교회는 임시목사(2014)

## 생애
황성철 교수는 어린 시절 4살부터 결핵성 관절염으로 인해 보행에 어려움을 겪었고 그로인해 십대 시절 두 번이나 스스로 목숨을 끊으려 했을 정도로 절망 속에 살았던 사람이었다. 그러다가 초등학교 4학년 때 서울 성도교회 주일학교 선생님을 통해 미국의 아동결연 프로그램을 통해 히스 부인을 만나게 되었다. 히스 부인은 친아들처럼 그에게 사랑을 쏟았고 그녀의 따뜻한 마음 덕분에 대학까지 무사히 졸업하고 신학을 공부해 목사가 되었고 서울 성도교회 청년부를 지도하였다. 그리고 미국에 유학을 가서 박사학위를 받고 귀국해 총신대학교 신학대학원에서 16년간 교수직을 하고 은퇴하였다. 그가 살아온 삶이 신학자-이론가이면서도 목회자-실천가를 향한 강한 의지를 낳게 되었다고 볼 수 있다. 그는 실천신학교수로서 교육, 결혼과 교회론과 같은 분야를 연구하였다. 교회 사역으로는 서울 성도교회에서 박성수, 방선기, 박성남, 한정국, 한인권, 이세붕,  이인호, 안명준, 김강태, 황태연, 정세열, 김대일, 김종문, 한병혁, 김형준과 같은 많은 제자들에게 신앙적 훈련을 가르쳤다.

## 같이 보기
- 성도교회
- 옥한흠
- 박영선
- 방선기
- 김강태

## 저서및 역서
1. 『개혁주의 목회신학』
2. 『교회 정치 행정학』
3. 『기독교 교육철학』
4. 『예배학』
5. 『복음을 부끄러워하는 교회』
6. 『개혁주의 영성』
7. 『성공적인 교회를 다시 생각한다』,
8. 『상처 입은 목회자』